# Roch Sulima
Roch Mieczysław Sulima (ur. 16 sierpnia 1942 w Lipie-Miklasie) – kulturoznawca, historyk kultury, antropolog kulturowy, folklorysta, krytyk literacki i artystyczny, publicysta.

## Działalność naukowa
Emerytowany profesor Uniwersytetu Warszawskiego. Doktoryzował się w 1974, a habilitację uzyskał w 1983. Od 1993 profesor zwyczajny. W latach 1998–2012 kierownik Zakładu Kultury Współczesnej w Instytucie Kultury Polskiej na Wydziale Polonistyki Uniwersytetu Warszawskiego. Od 2013 profesor zwyczajny w Instytucie Kultury i Komunikowania w Szkole Wyższej Psychologii Społecznej w Warszawie.
Główne zainteresowania naukowe: antropologia codzienności; historia kultury i literatury polskiej XIX i XX w.; antropologia kultur środowiskowych i światopoglądów potocznych. Laureat m.in. Nagrody im. Stanisława Piętaka za tom szkiców Folklor i literatura w 1977 roku. 
W latach 1989–2012 był przewodniczącym Rady Naukowej Instytutu Kultury Polskiej UW; członek Rady Naukowej Instytutu Slawistyki PAN; członek Rady Naukowej Instytutu Literatury Polskiej UW (2003 – 2005); członek Rady Naukowej Instytutu Badania Przestrzeni Publicznej ASP w Warszawie (od 2008); członek Centralnej Komisji ds. Stopni i Tytułów (2007–2012); członek Komitetu Nauk Etnologicznych PAN (od 1996); członek Komitetu Nauk o Literaturze PAN (od 1996); członek Komitetu Nauk o Kulturze PAN (od 2004); członek Rady Języka Polskiego PAN (od 2007). Członek Naukowego Towarzystwa Warszawskiego; Polskiego Towarzystwa Kulturoznawczego; Polskiego Towarzystwa Ludoznawczego; Polskiego Towarzystwa Etnologii Miasta; Towarzystwa Literackiego im. Adama Mickiewicza; Association Internationale des Critiques Littaraires (Paryż), oraz Stowarzyszenia Pisarzy Polskich (Warszawa). Ponadto członek kolegiów i rad redakcyjnych czasopism: „Regiony”, „Konteksty”, „Literatura Ludowa”, „Kultura Popularna”, „Literatura i Kultura Popularna”, „Prace Kulturoznawcze”, „Tematy z Szewskiej”, „Kultura Współczesna”, „Kultura na Pograniczach”, „Miasta”.
Jest autorem i redaktorem wielu publikacji zwartych, 300 artykułów, rozpraw naukowych, edycji pamiętnikarskich i tekstów folkloru. Wśród wypromowanych przez niego doktorów znaleźli się: Marta Zimniak-Hałajko (2001), Zuzanna Grębecka (2006), Tomasz Rakowski (2007), Włodzimierz Pessel (2008).
W 2001 otrzymał Krzyż Oficerski Orderu Odrodzenia Polski.

## Wybrane publikacje
- Partyzanckie twierdze. O współdziałaniu ludności wiejskiej z ruchem oporu (współautorzy: Władysław Gołąbek „Boryna”, Stanisława Młodożeniec Warowna), Warszawa 1974, Ludowa Spółdzielnia Wydawnicza
- Folklor i literatura, Warszawa 1976, Ludowa Spółdzielnia Wydawnicza
- Dokument i literatura, Warszawa 1980, Krajowa Agencja Wydawnicza
- Literatura a dialog kultur, Warszawa 1982, Ludowa Spółdzielnia Wydawnicza
- Tadeusz Nowak. Zarys twórczości, Warszawa 1986, Ludowa Spółdzielnia Wydawnicza
- Kolędy polskie (z Jerzym Bartmińskim), Warszawa 1991, Ludowa Spółdzielnia Wydawnicza
- Słowo i etos. Szkice o kulturze, Kraków 1992, Fundacja Artystyczna Związku Młodzieży Wiejskiej
- Głosy tradycji, Warszawa 2001, Wydawnictwo DiG
- Antropologia codzienności, Kraków 2000, Wydawnictwo Uniwersytetu Jagiellońskiego, seria Anthropos, ISBN 83-233-1339-3[2]

Redaktor antologii
- Antropologia słowa. Zagadnienia i wybór tekstów (z Grzegorzem Godlewskim i Andrzejem Mencwelem), Warszawa 2003, Wydawnictwa Uniwersytetu Warszawskiego